# Hilmi Özkök

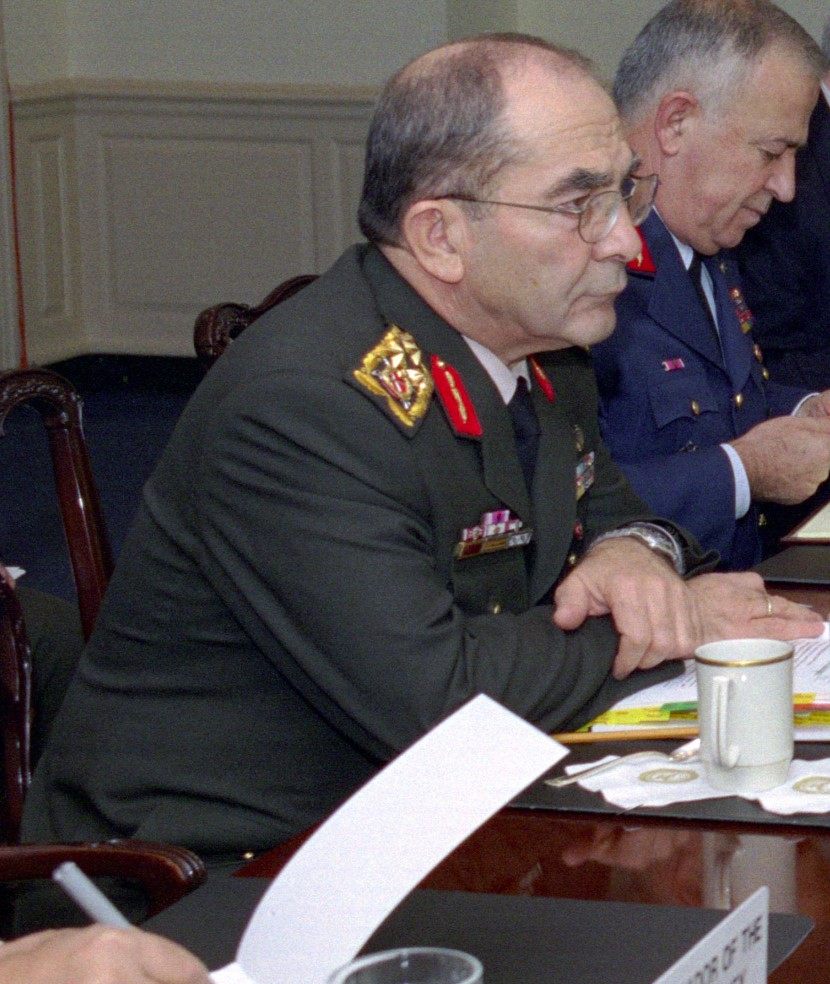
Hilmi Özkök

Hilmi Özkök (* 4. August 1940 in Turgutlu, Manisa) war seit dem 28. August 2002 für einen Zeitraum von vier Jahren der 24. Chef des Generalstabes in der Türkei.

## Leben
Nach dem Besuch des Işıklar Askeri Lisesi (Militärgymnasium) absolvierte Özkök 1959 die Kara Harp Okulu (Schule der Landstreitkräfte) und 1961 die Topçu Okulu (Artillerieschule). Danach war er Artilleriebatterie-Offizier und Kommandant. 1972 absolvierte er die Kara Harp Akademisi (Heeresakademie), 1975 die NATO Verteidigungsakademie. 1984 wurde er zum Brigadegeneral befördert.  Seit 1986 war er für zwei Jahre Kommandeur der 70. Infanteriebrigade. 1988 wurde er zum Generalmajor befördert und befehligte bis 1990 die 28. Infanterie-Division. Von 1990 bis 1992 diente er als Chef der Personalabteilung und des Generalstabs. 1992 wurde er zum Generalleutnant befördert. Von 1992 bis 1995 war er der Vertreter  der türkischen Militärdelegation im NATO-Hauptquartier in Brüssel. Von 1995 bis 1996 war er der Kommandant des 7. Korps. Am  30. August 1996 wurde er zum General befördert und befehligte bis 1998 die Alliierten Landstreitkräfte in Südosteuropa. Von 1998 bis 1999 war er der stellvertretende Oberkommandeur der Streitkräfte. Von 1999 bis 2000 war er der Kommandeur der ersten Armee. Danach wurde er zum Kommandeur der türkischen Armee ernannt. 2002 wurde er Generalstabschef.
Özkök hat mit seiner Frau Özenç Özkök zwei Kinder.

## Auszeichnungen
- Ehrenmedaille der türkischen Streitkräfte
- Auszeichnungen der türkischen Streitkräfte für besondere Leistungen, Entbehrungen und Mut
- Vereinigte Staaten: Kommandanten Ehrenauszeichnung
- Pakistan
- Spanien: Orden des großen Militär Kreuzes
- Korea: Auszeichnung der Republik Tong-il
- Albanien: Goldener Adler der Republik
- Frankreich: Ordre national du Mérite